# Asteroid vs. Earth
Pour plus de détails, voir Fiche technique et Distribution.
Asteroid vs. Earth est un téléfilm de 2014 réalisé par Christopher Ray et produit par The Asylum. 

## Synopsis
Lorsqu’une pluie de météores menace une extinction massive de la vie sur Terre, les plus grands esprits scientifiques du monde conçoivent un plan audacieux, qui fera décoller la planète de son orbite afin d’éviter l’impact.

## Distribution
- Tia Carrere : Marissa Knox
- Jason Brooks : Capitaine de corvette Chase Seward
- Robert Davi : Général Masterson
- Darin Cooper : Chef du bateau[1]
- Tim Russ : Capitaine Rogers
- Robert R. : Lieutenant Rouse
- Craig Blair : Terry
- Gerald Webb : Adjudant-chef Mason
- Melvin Gregg : Maître principal du sonar
- Theresa June-Tao : Navigateur
- José Rosete : Sergent d’artillerie Luiz Zuniga
- James Le Feuvre : Guide privé maritime
- Shamar Sanders : Marine Corporal Metal
- Wade F. Wilson : Lieutenant Rudy
- Brett R. Miller : Chef d’équipe de la National Security Agency
- Malik McCall : Major Sera
- Sky Evans : Evan Kitsias
- Bill Voorhees : Barman
- Clint Lamb : Sergueï - Chef russe
- Franck Amiack : Chef européen
- Tian Wang : Le traducteur de l’amiral See
- Tahera René Christy : La mère de Rudy
- Jillian Larson : Marie Masterson
- Steve Chua : Amiral See
- Peter Holt : Laraby[2]

## Sortie
Le film est sorti le 29 avril 2014 en disque Blu-ray